# Kyösti Luukko
Aukusti „Kyösti” Luukko (ur. 17 lutego 1903 w Nurmo, ob. część miasta Seinäjoki, zm. 27 października 1970 tamże) – fiński zapaśnik, medalista olimpijski i mistrzostw Europy.

## Życiorys
Walczył w stylu wolnym, zwykle w wadze średniej (do 79 kg). Zdobył w niej brązowy medal na  mistrzostwach Europy w 1931 w Budapeszcie, plasując się za Ernstem Kyburzem ze Szwajcarii i Péterem Glavanovem z Węgier.
Na igrzyskach olimpijskich w 1932 w Los Angeles zdobył srebrny medal. Najpierw pokonał przyszłego złotego medalistę Ivara Johanssona ze Szwecji, potem miał wolny los, przegrał z Bobem Hessem ze Stanów Zjednoczonych i pokonał Józsefa Tunyogiego z Węgier. Zajął 6. miejsce na kolejnych igrzyskach olimpijskich w 1936 w Berlinie, po wygranej z Fransem Van Hoorebeke z Belgii, przegranej z Émile’em Poilvé z Francji, wygranej z Jaroslavem Syselem z Czechosłowacji i porażce z Dickiem Volivą z USA.
Był mistrzem Finlandii w stylu wolnym w wadze średniej w latach 1931–1933 i 1936 oraz z wadze półciężkiej w 1935, 1937 i 1938, a także w stylu klasycznym w 1928 i 1933.